# Getijden- en gebedenboek voor Marie van Elderen

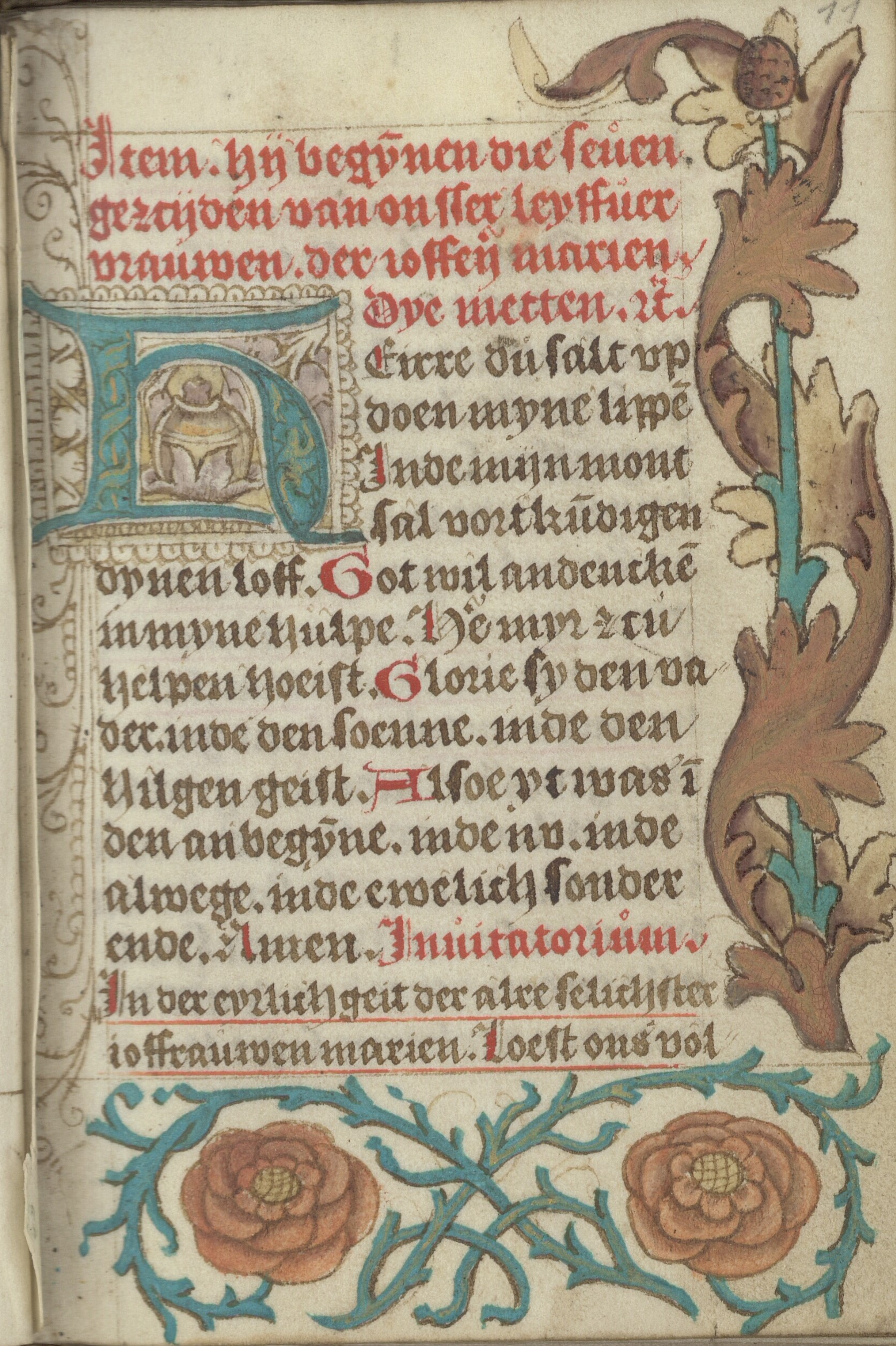
Fragment van de Mariagetijden uit het Getijden- en gebedenboek voor Marie van Elderen. Gemaakt in 1511, Keulen.

Het Getijden- en gebedenboek voor Marie van Elderen is een getijden- en gebedenboek uit 1511, opgedragen aan Marie van Elderen (geboren ca. 1472-74).

## Historische achtergrond
Marie van Elderen trouwde in 1506 met Aryons van Essenroe (Arien of Adriaan van Nesselrode), heer van Schoonvorst bij Aken. Ze hertrouwde in 1520 met jonker Daniel van Werst (†1537) en in 1539 met Steven de Geloes. In 1511 werd voor haar een klein getijdenboek geschreven. Het handschrift is hoogstwaarschijnlijk vervaardigd in de regio van het grensgebied tussen de Nederlanden en Duitsland. Vermoedelijk is het geschreven in Keulen.

## Het handschrift
De kalender in het begin van het handschrift is voor gebruik aangeduid met de gerubriceerde heiligen, namelijk: Drie Koningen (23 juli), Anna (26 juli), Pantaleon (28 juli), Gereon (10 oktober), de 11.000 maagden (21 oktober), Severinus (23 oktober) en Cunibertus (12 november). Bovendien is Karel de Grote (27 juli) ook opgenomen in de kalender. De scribent voegde een colofon toe:
“Geschriffen zcer eren goitsz nae / der jufferlicher draich marien xvc inde / elff ioer des xxvi daichs Meyss / in behoeff ioffer Marien van elderen / zcer hilger ee. ewige gesellynne dess / vroemen ritter meissichen mans / ioncher aryons van essenroe in der / zcijt here des lans van schoenfoerst / danne got der here alwege geloift mois sijn.”
Het handschrift bestaat uit vele delen, de meeste geschreven in het jaar 1511. De Mariagetijden en het daaropvolgende Mariagebed zijn beide eveneens in datzelfde jaar te dateren. Regelmatig wordt met het oog op de vrouwelijke bestemmeling de vrouwelijke vorm gebruikt in de teksten, zoals “sunderesse” op folia 98v, 104r en 133r. Het boek werd waarschijnlijk ingebonden in Maastricht. De band bevat een blindstempeling met onder andere lelies en adelaars. Mogelijk bracht Maria van Elderen het insigne van de heilige Anna aan. Zij had namelijk met haar eerste man een dochter, Anna (ca. 1510-1559), die eventueel ook het insigne van haar patroon in het boek aangebracht kan hebben, nadat zij het boek van haar moeder had overgenomen.
Een latere eigenaar maakte een slecht leesbare notitie in de ondermarge van folium 107v, samen met het jaartal 1553. Volgens de Bibliotheca Neerlandica Manuscripta en Reynaert (1996) luidt de vrij moeilijk leesbare tekst: "Anno 1542/ […] Bluchst[…] [?]”. Mogelijk luidt de tekst “Anna 1559 […]” en gaat het om een sterftenotitie over Anna van Essenroe die in 1559 overleed. In 1855 werd het handschrift – na te zijn gevonden op de zolder van de consistoriekamer van de Hervormde Kerk te Heusden – aangeboden op een veiling van M. Nijhoff in Den Haag. Daar werd het gekocht door Willem Moll. In 1864 was het boek in bezit van F. Heussner, daarna in bezit van de Universiteitsbibliotheek Gent.

## Inhoud
- 1r-10v: Kalender (eerste folium met de maand januari ontbreekt)
- 11r-51v: Mariagetijden, gedateerd 1511
- 52r-60v: Gebed tot Maria, gedateerd 1511
- 61r-82v: Boetpsalmen en litanie
- 82v-85r: Gebed tot God
- 85r-92v: Gebed voor een ziel
- 92v: Collecte voor vader en moeder
- 92v-94v: Gebed van paus Innocentius III (1198-1216) met een aflaat voor de overleden zielen
- 94v-97v: Ochtendgebed
- 97v-98v: Gebed tot het H. Kruis
- 98v: Gebed tot Maria (einde ontbreekt)
- Ontbrekend folium
- 99r: Einde van een gebed
- 99r-99v: Rubriek met de verdiensten van het dagelijks bijwonen van de mis (einde ontbreekt)
- Ontbrekend folium
- 100r: Einde van een gebed
- 100r-103v: Gebed tot de vijf wonden van Christus
- 103v-106r: Zeven woorden van Christus aan het kruis van Beda Venerabilis
- 106r-107v: Gebed tot de Arma Christi
- 107v-109r: Acht verzen van Bernardus
- 109r-110v: Gebed tot Anna
- 110v-117r: Rozenkransgebed tot Anna
- 117r-118r: Gebed tot Barbara
- 118r-119v: Gebed tot Christus
- 119v-120v: Gebed tot Sebastiaan
- 120v-126r: Zeven Pater Nosters
- 126r-127v: Gebed tot een beeltenis van Maria
- 127v-130v: Communiegebeden (einde ontbreekt)
- Ontbrekend folium
- 131r-133v: Vervolg van de communiegebeden
- 133v-134v: Gebed tot God
- 134v-135v: Hymne voor de avond alvorens te gaan slapen
- 135v-136v: Geestelijk lied van Jan Brugman (1400-1473)
- 136v: Colofon